# Amii Stewart
Amy Paulette Stewart, conocida como Amii Stewart (29 de enero de 1956, Washington, Estados Unidos), es una actriz, bailarina y cantante de música soul, disco y de dance.[cita requerida]

## Carrera musical
Amy Stewart, la quinta de seis hermanos, nació en "una familia grande, [estrictamente católica, pero] amante de la diversión, de estilo rural... ya que mi madre era una de trece hermanos". Su padre, Joseph Stewart II, la inscribió para recibir clases de canto y baile en 1960, cuando tenía cuatro años. Ya había una Amy Stewart registrada en Actor's Equity, por lo que cambió la ortografía de su nombre a Amii. Comenzó a asistir a la Universidad Howard en Washington, pero pronto se fue a trabajar con la DC Repertory Dance Company, estudiando ballet y danza moderna. [2] Antes de firmar con Ariola Records, Stewart estaba en la compañía de giras de la producción teatral Bubbling Brown Sugar en 1975, primero en Miami, luego en Broadway y finalmente, en el West End de Londres, donde conoció a Barry Leng, un productor de discos para Hansa Records.
A finales de 1977, "You Really Touched My Heart", una composición de Leng / Simon May, producida por Leng, fue la primera grabación de Stewart. Le siguió un álbum, que contenía cinco canciones de Leng / May, una canción de Leng / Morris y tres versiones de versiones.
Stewart entró rápidamente dentro del panorama musical con su versión de "Knock on Wood", un tema original de Eddie Floyd y lanzado en 1966; Floyd fue uno de los mejores cantantes de deep soul de Montgomery, Alabama y generalmente es reconocido por componer esa canción. La versión de Stewart se lanzó en enero de 1979, siendo con mucho la más exitosa que se hiciera. Alcanzó el primer lugar en Billboard Hot 100 y los primeros lugares en una decena de países alrededor del mundo, en pleno apogeo y madurez de la música disco. 
Otra de las versiones que la inmortalizaron fue una genial interpretación de "Light my fire" de The Doors, a partir del cual su éxito comenzó a bajar de una forma escalonada. Tras un tiempo se marchó a Italia, donde con compañías internacionales intentó lanzar algún sencillo, que pasó sin pena ni gloria; para más tarde volver a Estados Unidos con la discográfica RCA a mediados de los '80. En 1985 volvió en cierta forma al panorama musical con el tema "Friends", que logró entrar en el top 40 R&B. A pesar de que cuenta con una carrera que abarca casi cuarenta años en activo ha editado pocos trabajos. Siempre tuvo contratos cortos, por lo que sus cambios de discográficas eran muy comunes. A pesar de que no cuenta con un material discográfico muy abundante, las recopilaciones de su obra son abundantes, al igual que los álbumes de remix con tendencias electrónicas que se mueven dentro del house y el dance.

## Discografía
| Año  | Título                  | Discográfica         |
| ---- | ----------------------- | -------------------- |
| 1979 | Knock on wood           | Ariola               |
| 1979 | Paradise Bird           | Ariola               |
| 1981 | I'm gonna get your love | Handshake            |
| 1986 | Amii                    | Teldec               |
| 1992 | Magic                   | RTI                  |
| 1996 | Desire                  | Music Special Deluxe |
| 1997 | Men I love              | RTI                  |
| 1998 | It's fantasy            | Soundwings           |
| 1998 | Hits and remixes        | Recall               |
| 1999 | My heart and I          | Tring international  |
| 2005 | The greatest hits       | Empire musicwerks    |